# Oxyathres
Oxyathres (griechisch Οξυαθρης; in altpersisch Vaxšuvarda) entstammte einem Seitenzweig der Dynastie der Achämeniden und war ein Sohn des Arsanes und der Sisygambis sowie ein jüngerer Bruder des Perserkönigs Dareios III. († 330 v. Chr.).
Die Regierung Dareios’ III. war geprägt vom Abwehrkampf gegen den Makedonenkönig Alexander den Großen. Als sich dieser in der Schlacht bei Issos (333 v. Chr.) mit seinen Reitern persönlich bis in die Nähe des Streitwagens Dareios’ III. vorkämpfte, schützte der als mutiger Kämpfer geltende Oxyathres seinen Bruder zusammen mit anderen adligen Persern und ist wahrscheinlich bei dieser Tat auf dem berühmten Alexandermosaik dargestellt. Trotz seines Einsatzes ging die Schlacht wegen der Flucht Dareios’ III. für die Perser verloren.
In der Folge begleitete Oxyathres seinen königlichen Bruder bei dessen Rückzug in den Osten. Nachdem Dareios III. auf der Flucht vor den Makedonen von seinen eigenen Leuten ermordet worden war, wechselte Oxyathres auf die Seite Alexanders des Großen, der ihn als hetairos aufnahm und zum Kommandanten seiner persischen Leibwache ernannte. 329 v. Chr. fiel der als Hauptdrahtzieher der Verschwörung gegen Dareios III. geltende Bessos in die Hände der Makedonen. Alexander der Große ließ ihn verstümmeln und dann an Oxyathres ausliefern. Dieser befahl, Bessos in Ekbatana auf äußerst grausame Weise hinzurichten. Laut dem Alexanderhistoriker Quintus Curtius Rufus wurde Bessos gekreuzigt, nach Alexanders Biographen Plutarch hingegen zerstückelt.
Amastris, die Tochter des Oxyathres, heiratete bei der Massenhochzeit zu Susa Alexanders Kampfgefährten Krateros (324 v. Chr.) und nach ihrer Scheidung den Tyrannen Dionysios von Herakleia.